# Степан Дабиша
Степан Дабиша (сербохорв. Stjepan Dabiša / Стефан Дабиша) (умер в 1395 году) — король Боснии из династии Котроманичей в 1391—1395 годах.
Степень родства Степана со своим предшественником Твртко I неизвестна. По одной версии он был сыном Нинослава, младшего брата бана Стефана II, по другой незаконнорождённым сыном Владислава Котроманича и, таким образом, единокровным братом Твртко I. Год рождения неизвестен, родился точно позднее 1339 года.
Дабиша наследовал трон Твртко I в 1391 году. Королевская власть была непрочной, могущественные вельможи правили в своих землях, как в независимых княжествах. Особенно верно это было для Захумья, вошедшего в состав Боснийского королевства в 20-х годах XIV века, которым управляли князья из рода Санковичей. Санковичи продали Конавле Дубровникской республике, что вызвало гнев короля. С помощью армии князя Влатко Вуковича Конавле было отбито, а Санковичи лишены власти.
В 1392 году возобновились нападения турок на Боснию, но действия против них бана Хорватии и Великого князя Боснии Хрвое Вукчича были успешными.
Остаток правления короля прошёл в междоусобных войнах. В шедшей борьбе за венгерский трон между Сигизмундом Люксембургским и Владиславом Дабиша пытался маневрировать, стараясь удержать контроль над важными адриатическими портами, завоёванными его предшественником. В конечном итоге, победивший Сигизмунд вторгся в Боснию и принудил Дабишу признать свою верховную власть, передать венгерскому королевству далматинские порты и назначить себя своим наследником (жена Сигизмунда Мария по материнской линии происходила из дома Котроманичей. Однако после смерти Дабиши в 1395 году боснийская знать выступила за переход трона к жене умершего короля, Елене Грубе.
Степан Дабиша за недолгий период своего правления сумел потерять все приобретения, сделанные Твртко I. С его правления начинается период быстрого упадка Боснии.